# Berthold I. von Henneberg

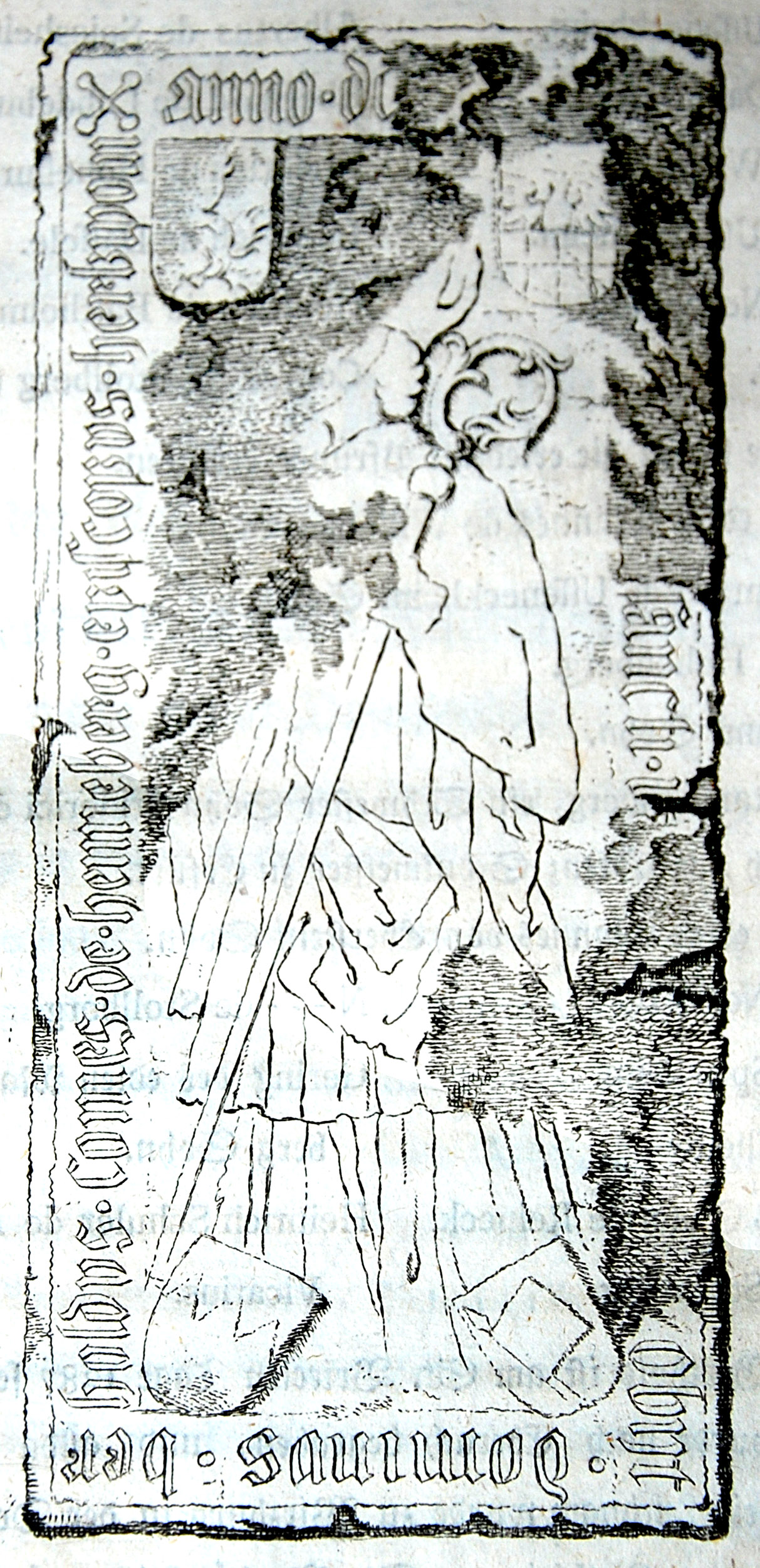
Berthold I von Henneberg Würzburg Dom nach Johann Octavian Salver 1775

Berthold I. von Henneberg († 29. September 1312 in Münnerstadt) war Bischof von Würzburg von 1267 bis 1274 und Weihbischof in Mainz, belegt von 1307 bis 1312.

## Herkunft
Berthold I. von Henneberg stammte aus dem hochadeligen fränkisch-thüringischen Geschlecht der Grafen von Henneberg. Sein Vater Poppo VII. von Henneberg war der letzte Burggraf von Würzburg. Berthold I. stammte vermutlich aus erster Ehe seines Vaters mit Elisabeth von Wildberg, er hat daher auch prominente Halbbrüder aus zweiter Ehe mit Jutta von Thüringen.

## Gegenbischof zu Poppo III. von Trimberg
Auf die vorausgehende Sedisvakanz folgte im Sommer 1267 eine schismatische Wahl. Mehrheitlich wurde Poppo III. von Trimberg vom Domkapitel gewählt. Eine starke Minderheit entschied sich jedoch für den Domherren Berthold. Beide wandten sich an den Metropoliten, den Mainzer Erzbischof Werner von Eppstein. Da sich Poppo benachteiligt fühlte, trug er seine Interessen an die Kurie heran. Papst Clemens IV. veranlasste die Untersuchung der Doppelwahl. In einem Kurienprozess, zu dem sich Berthold als Gegenbischof nicht einfand, fiel die Entscheidung zugunsten von Poppo als dem legitimen Bischof. Poppo strengte einen weiteren Prozess an, der Berthold die Wahl gänzlich aberkennen sollte; allerdings starb der Papst 1268 und der Prozess verschleppte sich durch die darauffolgende Sedisvakanz. Poppo, der 1271 starb, erlebte ein abschließendes Urteil nicht mehr.

## Auseinandersetzung mit Berthold II. von Sternberg
Es ist durch Urkunden belegt, dass Berthold I. nach dem Tod von Poppo auch die tatsächliche Amtsgewalt übernommen hat. Berthold II. von Sternberg focht erneut die Wahl von 1267 an und erreichte schließlich die Absetzung von Berthold I. Dem herannahenden Berthold von Henneberg setzte das Domkapitel unter Berthold II. von Sternberg und die Stadt Würzburg eine Streitmacht entgegen, die ihm entgegenzog. Am 8. August 1266 kam es bei Kitzingen zur Schlacht, bei der die Henneberger Armee aufgerieben wurde. Trotzdem beharrte Berthold auf seinen Ansprüchen und konnte sich im nördlichen Teil des Hochstiftes festsetzen. 1274 unternahm er einen weiteren Versuch, sich in Würzburg zu etablieren, 1275 erfolgte dann ein Vergleich. Berthold von Henneberg durfte den Titel des Bischofs weiter führen, er verzichtete aber praktisch auf die Ausübung des Amtes und wurde von Berthold II. von Sternberg abgefunden.
Durch die Namensgleichheit ist es in der Vergangenheit immer wieder zu Verwechslungen von Berthold I. von Henneberg mit Berthold II. von Sternberg gekommen. Zahlreiche Bischofslisten erwähnen Berthold I. nicht.
Berthold I. ist ab 1307 als Mainzer Weihbischof belegt. Er starb 1312 in Münnerstadt. Wie seine Grabplatte, die 1820 zerstört wurde, ausgesehen hat, ist u. a. bei Johann Octavian Salver überliefert.